# Cerapteryx graminis
Cerapteryx graminis là một loài bướm đêm trong họ Noctuidae.

## Hình ảnh

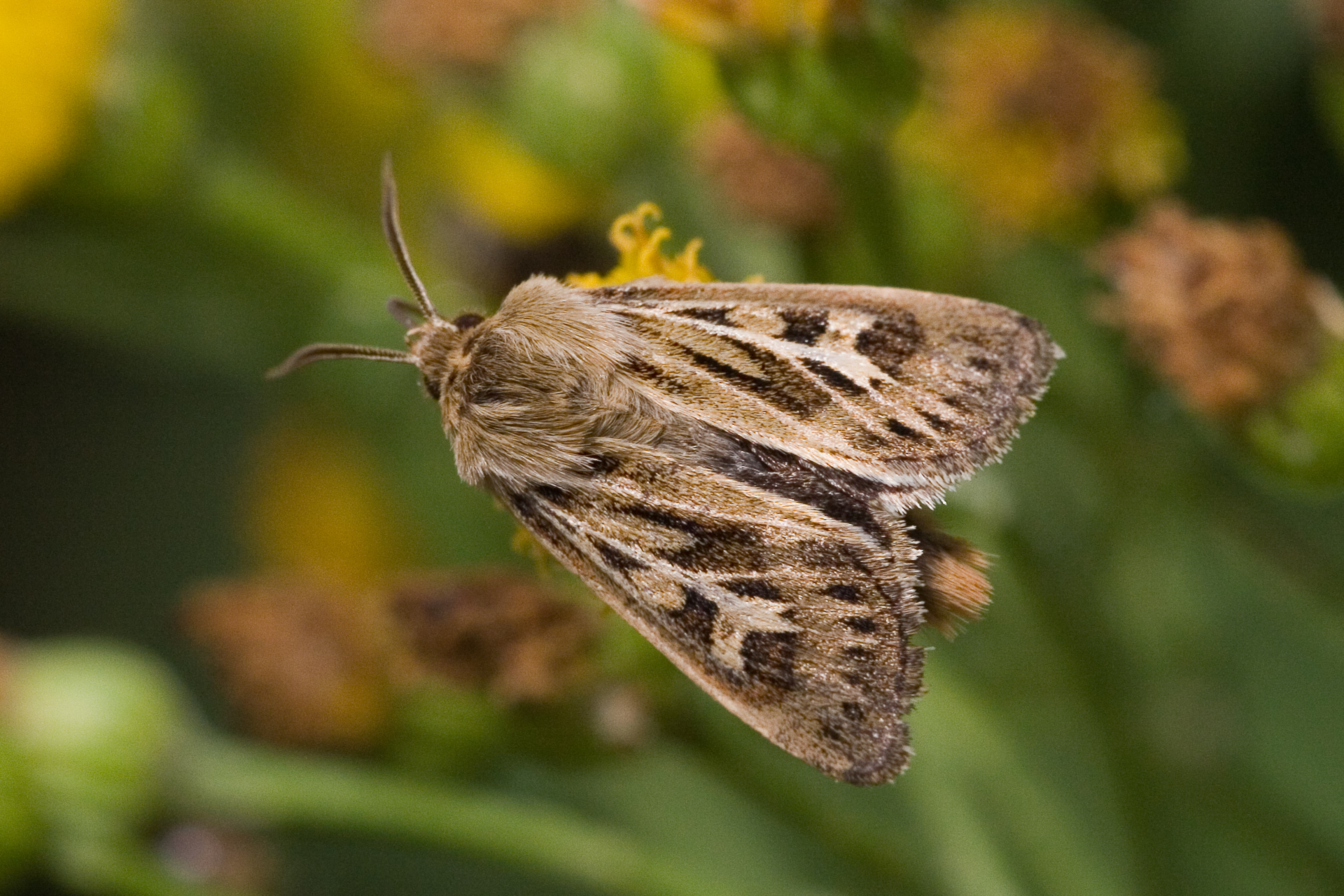
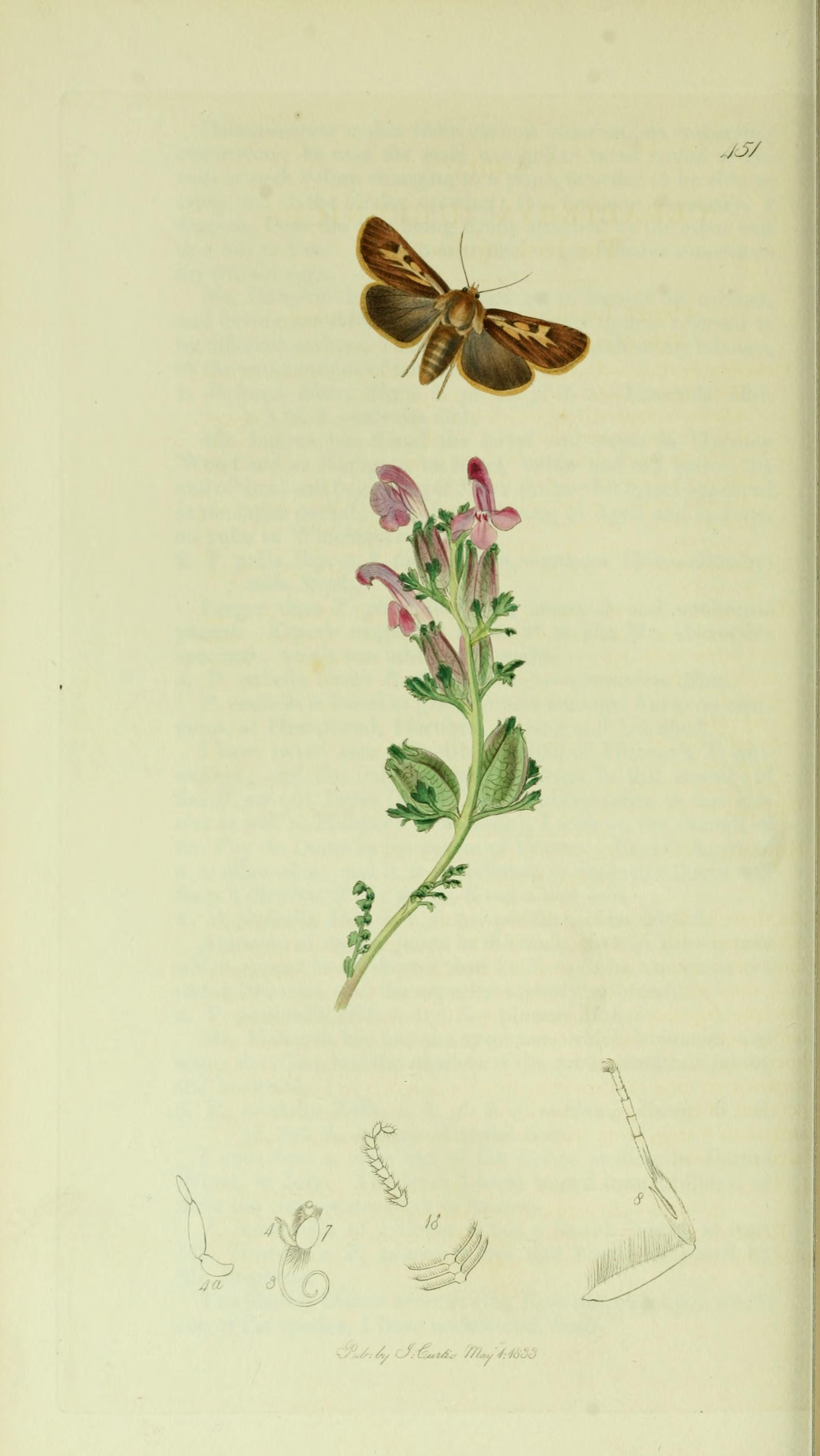
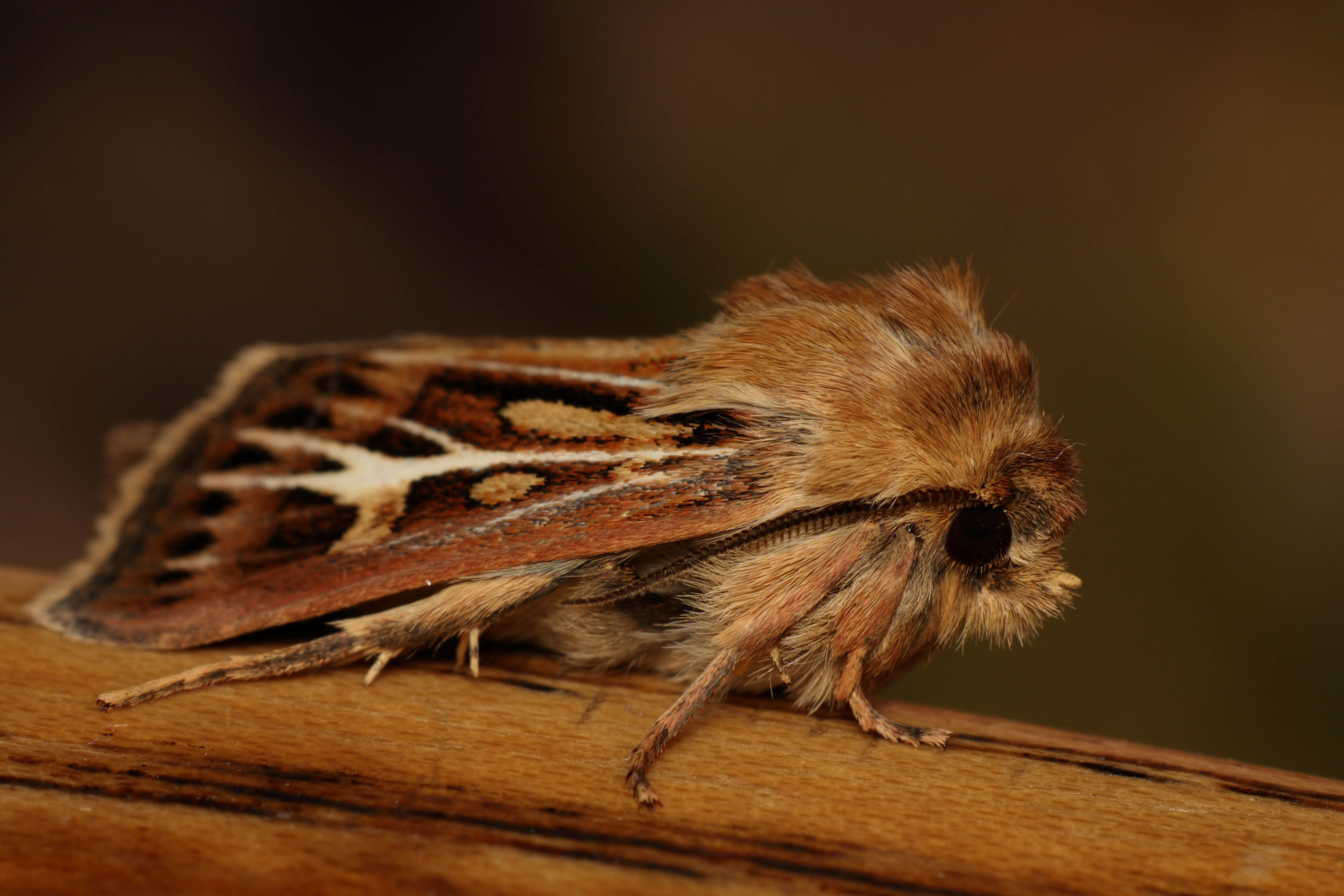
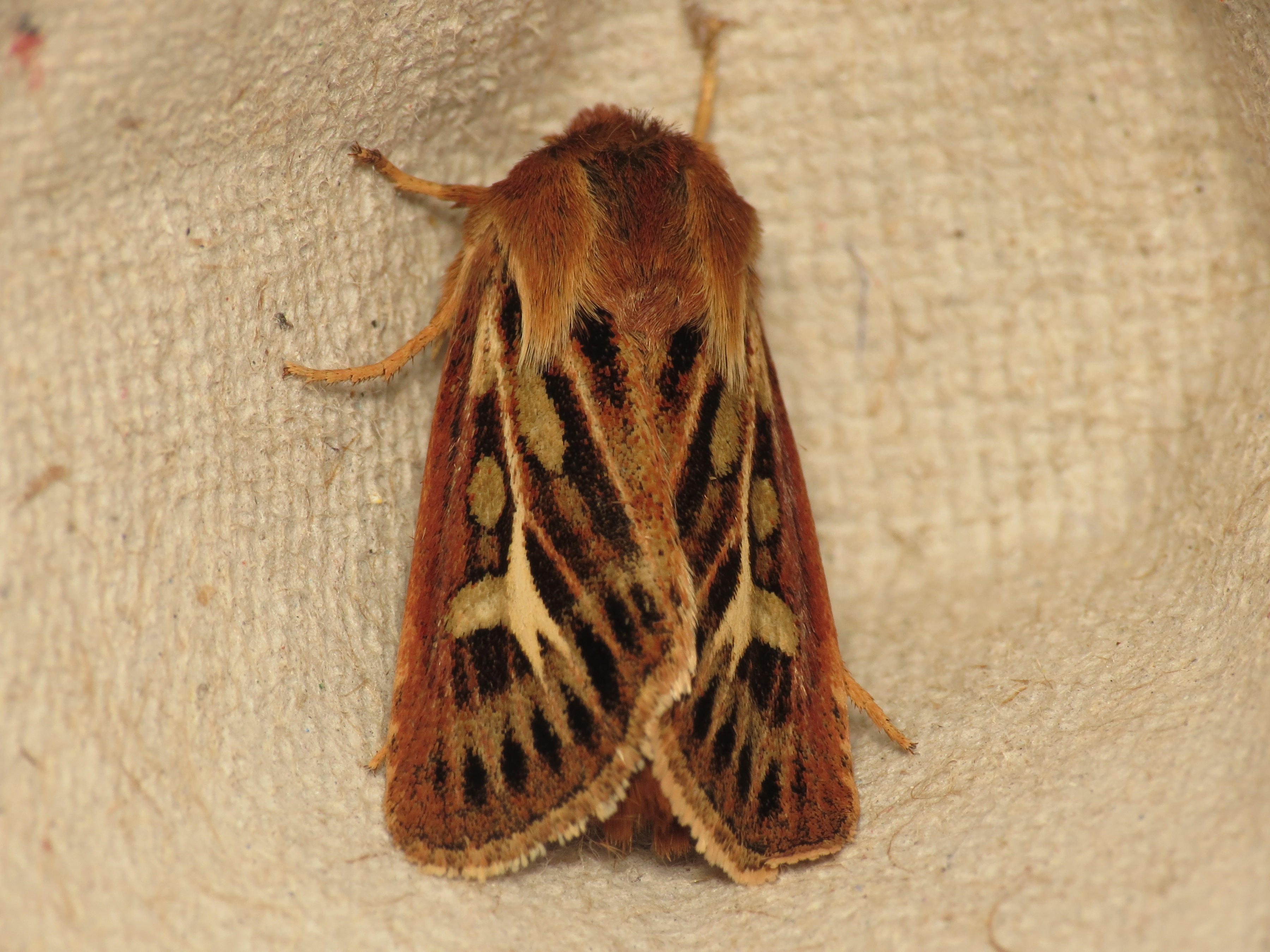